# 克雷格·布赖森
奇治·占士·白賴臣（英語：Craig James Bryson，1986年11月6日—），是一名蘇格蘭足球運動員，司職正中場。他出身於當時蘇甲球會克莱德青訓系統，現效力蘇格蘭足球超級聯賽球會圣庄士东。

## 球員生涯

### 球會
克莱德
2004年11月11日，蘇甲球會克莱德與17歲的白賴臣簽署兩年合約。
基爾馬諾克
2007年7月4日，蘇超球會基爾馬諾克從克莱德收購20歲的白賴臣，合約為兩年，有關轉會陪償金額仍在商討中。
2007年9月2日，克莱德於其官網宣佈與基爾馬諾克達成白賴臣轉會之陪償金額協議。
2008年12月11日，基爾馬諾克與白賴臣延長合約三年。
德比郡
2011年6月9日，英冠球會德比郡簽入蘇超球會基爾馬諾克隊長白賴臣，轉會費金額沒公佈，據消息透露德比郡會一次過先付35萬英鎊，另外約10萬英鎊會視乎上場次數，合約為期三年。
2013年5月25日，德比郡與仍有一年合約的白賴臣簽署一份新的三年合約，令其留隊至2016年夏季。

### 國家隊
白賴臣首場國際賽為2010年11月16日蘇格蘭於阿伯丁皮托德里球場對法羅群島的國際友誼賽中以後備身份於下半場23分鐘上場。
白賴臣第二場國際賽要等待三年後2013年11月19日蘇格蘭作客對挪威的國際友誼賽以正選身份上場，下半場開始前被換出。

## 外部連結
- 足球数据库：克雷格·布赖森的球员统计数据
- 奇治·白賴臣於打比郡官網簡歷